# Manu Damiani
Pas d'image ? Cliquez ici
Manu Damiani, né le 17 novembre 1965 à Bastia, est un pilote automobile français d’origine corse, engagé en MITJET 2L. 

## Biographie
Sans aucune expérience de la compétition en auto ou en karting, il effectue ses premiers tours de roues sur circuit à l’âge de 18 ans en tant que candidat au volant Formule 3 sur le circuit de La Châtre où il accède à la demi-finale.
Il renouvèlera l’expérience sur le circuit de Nevers Magny-Cours avec le Volant Jeune Marlboro et une place en finale.
Il décroche enfin la 2e place lors des sélections du volant Citroën AX.
Faute de budget, il ne pourra s’engager dans un championnat.
Les années 1980 voient l’essor des événements organisés sur les circuits par les constructeurs automobiles pour démontrer les qualités dynamiques de leurs modèles phares du moment.
Manu intègre l’équipe BMW et Ford lors de nombreuses tournées de présentation (BMW M...)
Au début des années 1990, c’est aux côtés de Luc Rozentvaig (pilote Porsche à l’époque), que Manu va découvrir le métier de moniteur tout en travaillant son propre pilotage.
Avec Luc, il organise très régulièrement des journées de stages de pilotage notamment sur les circuits de Lurcy-Levis et de Nevers Magny-Cours F1 avec des séances de roulage sur Porsche Carrera Cup.
Il fonde en 2004 l’école de pilotage GTDRIVE et propose des stages pour le grand public sur des voitures d’exception (type Ferrari, Lamborghini, Porsche…) et des stages Racing en Renault Sport R26R et Porsche Cup.
Il devient naturellement le pilote officiel de l’école de pilotage au volant du KTM X-Bow R pour les baptêmes de piste.
En 2007, il obtient le BPJEPS Sport Automobile (diplôme récemment créé afin d’officialiser le métier de moniteur).
Parallèlement à l’activité GTDRIVE, il est nommé Expert pour les certifications du BPJEPS.
En 2008, il fait la rencontre de Luc Costermans, non-voyant depuis 4 ans. Luc collectionne alors les records de vitesse divers.
Ensemble, ils décident de s’attaquer au record du monde de vitesse sur 4 roues pour un non-voyant jusqu’alors détenu par un Anglais à plus de 260 km/h.
Le 11 octobre 2008, Luc Costermans atteint la vitesse de 308,780 km/h au volant de la Lamborghini Gallardo GT DRIVE sur la piste militaire d’Istres.
Guillaume Roman était son copilote.
Depuis, Manu participe à de nombreuses émissions TV sur le thème du sport auto et des stages de pilotage comme Dub’Style avec David Vendetta (AB Moteurs), Auto-Moto (TF1), Dîner de Famille (France 3) ou encore Comment ça va bien (France 2).
Depuis 2010, il engage 2 Mitjet en championnat de France Mitjet Serie sous les couleurs GT DRIVE.
Quelques courses de Mitjet 1300 en 2010 suffisent pour découvrir cette discipline. Son premier podium sera décroché lors du meeting sur le mythique circuit de Charade en 2011.
En 2012, il remporte la course d'endurance Mitjet 1300 sur le circuit de Nogaro au sein du Team AGS Events avec Nicolas Gomar, Jean-Marc Hauet et Dan Reboul en coéquipiers (avec une 3e place au classement général en intégrant la Supertourisme 2 Litres).
En 2013, il intègre le Team AGS Events, dont le team manager, et néanmoins ami, n'est autre que Nicolas Gomar, Champion de France Mitjet 1300 en 2012.
Tout au long de cette saison 2013, Manu Damiani fera partie des principaux animateurs de ce championnat animé avec de nombreux podiums sur tous les meetings de courses et une victoire à Ledenon.
La saison 2013 se clôturera par une brillante 4e place au classement général, à 1 point du 3e.
Sur le plan professionnel, l'année 2013 sera marquée par un partenariat qualitatif avec le Groupe ORECA.
L'école de pilotage GTDRIVE devient officiellement le label stages de pilotage d'Oreca et du Circuit Paul Ricard. Le déménagement de la partie opérationnelle de GTDRIVE sur la zone de Signes (83), aux portes du Circuit Paul Ricard, donne un nouvel essor à la société. GTDRIVE devient l'opérateur exclusif en termes de stages de pilotage GT sur l'ensemble des pistes du Circuit Paul Ricard.
Cette année 2013 voit également la naissance d'une nouvelle piste, le Driving Center, dans l'enceinte même du Paul Ricard, dont Oreca est le gestionnaire, et Manu Damiani le directeur afin de piloter le développement de ce nouvel outil créé pour le loisir et complémentaire de la piste de compétition.
Le parc de voitures 2013-2014 de GT DRIVE évolue également, avec l'arrivée de nouveaux modèles comme la Mclaren MP4-12 C, la Porsche 911 GT3 type 991 (2014), la Ferrari 458 Spéciale, la Mini John Cooper Works GP 2 ou encore les stages Racing en Mitjet. 
2014 est la première année de participation au championnat Mitjet 2 Litres toujours au sein du team AGS Events, manager par Nicolas Gomar. Bien que la participation au championnat est incomplète (Manu ne participe pas aux 2 premiers meetings à Nogaro et au Mans), Manu termine 12e du championnat avec 6 podiums, 1 victoire (Val de Vienne), 1 pole position et quelques meilleurs tours en course.
2015 est une année plus intense en termes de sport automobile en Mitjet 2L avec la participation complète au championnat Sprint et au championnat Endurance avec Nicolas Gomar et José Collado en coéquipiers.
2015 est aussi une année riche pour GT DRIVE, avec l'annonce d'un ambassadeur de qualité en la personne de Jean ALESI, ex-champion de F1 (201 Grands Prix et 5 ans chez Ferrari).
2016 : Championnat de France Mitjet 2L. 4e du général et 1er au classement général Gentleman.
2017 : Championnat Endurance Mitjet 2L. 2e au Paul Ricard et 1er à Nogaro.
2018 : Lamborghini Super Trofeo avec Nicolas Gomar.